# Helicopis lesoudierae
Helicopis lesoudierae är en fjärilsart som beskrevs av Le Moult 1939. Helicopis lesoudierae ingår i släktet Helicopis och familjen Riodinidae. Inga underarter finns listade i Catalogue of Life.